# Борці зі злочинністю
Борці зі злочинністю (італ. I due superpiedi quasi piatt) — італійський комедійний бойовик режисера Енцо Барбоні (відомим під псевдонімом Е.Б. Клучер) з комедійною командою Теренса Гілла та
Бада Спенсера у головній ролі. Фільм був знятий у Маямі, штат Флорида.

## Сюжет
Метт Кірбі (Теренс Гілл) та Вілбур Уолш (Бад Спенсер) — які вже довгий час намагаються влаштуватися вантажниками у місцевий порт, але через непохитність представників місцевої мафії, що контролюють цей порт, ніяк не можуть працевлаштуватись. Після недовгих вагань Вілбурна, Метт зумів вмовити останнього пограбувати супермаркет, але переплутавши адресу супермаркету, вдираються у відділення поліції, і, щоб викрутитися зі становища, записуються у поліцію.
Після успішного закінчення поліцейської академії на своїй першій місії герої знайомляться з сім'єю китайських іммігрантів, які переживають трагедію — їхній дядько загинув при загадкових обставинах. Розпочавши розслідування, Метт і Вілбур стикаються з тією самою мафією, яка контролює порт, та починають боротьбу проти злочинців.

## В ролях
| Актор            | Роль             |
| ---------------- | ---------------- |
| Теренс Гілл      | Метт Кірбі       |
| Бад Спенсер      | Вілбур Уолш      |
| Девід Хаддлстон  | капітан МакБрайд |
| Лучано Катеначчі | Фред Клайн       |
| Рікардо Піцуті   | Фред Хенчман     |
| Джилл Флантер    | Галина Кочилова  |
| Ейпріл Клоф      | Енджі Кроуфорд   |
| Лора Джемсер     | Сьюзі Лі         |
| Еціо Марано      | Кровосос         |
| Лучано Россі     | Геронімо         |
| Френк Нуйен      | мастер Лі        |

## Цікаві факти
Під час виступу на італійській телевізійній програмі Stracult, Бад Спенсер згадав, що під час зйомок сцен з автомобілями, зброєю та автентичною формою американських поліцейських, вони почули по поліцейському радіо, як командний центр попереджає патрульних, що на вулицях Маямі було помічено двох озброєних фальшивих поліцейських зі справжньою поліцейською машиною. Коли Теренс та Буд зрозуміли, що говорять про них, вони вийшли з машини з піднятими руками ще до приїзду патрульних, боячись бути застреленими у випадку непорозуміння. Причиною цього стало те, що поліція Маямі дала згоду на зйомки, але не вказала конкретних вулиць міста або деталей сцени.

## Нагороди
Це був один із трьох фільмів, нагороджених премією «Золотий екран» у 1977 році разом із «Екзорцистом» і «Пеклом в піднебессі».